# Президентские выборы в США (1928)
Президентские выборы 1928 года проходили 6 ноября. Убедительную победу на них одержал кандидат от республиканцев Герберт Гувер, который ассоциировался в общественном мнении с экономическим бумом 1920-х годов, тогда как Альфред Смит, кандидат от Демократической партии и католик, столкнулся с анти-католическими настроениями, выступлениями против введённого сухого закона, а также коррупционными скандалами Таммани-холла.

## Выборы

### Республиканская партия
Действующий президент Кулидж неожиданно отказался от переизбрания. Главными кандидатами были министр торговли Герберт Гувер, бывший губернатор Иллинойса Фрэнк Лоуден и сенатор из Канзаса Чарльз Кёртис. Республиканская национальная конвенция проходила в Канзас-Сити с 12 по 15 июня. Гувер был выдвинут на первом голосовании, а Кёртис — в вице-президенты. Платформа обещала уменьшение государственного долга, снижение налогов, сохранение защитных пошлин, разрешение претензий Первой мировой войны, продолжение внешней политики Кулиджа, помощь добыче угля, постройку дорог, право на коллективный трудовой спор, регулирование железных дорог, контроль над радио, поддержку ветеранов, честное правительство, ограничение иммиграции.

### Демократическая партия
Демократическая конвенция проходила в Хьюстоне с 26 по 28 июня. Большая часть лидеров партии решили отсидеться. На первом голосовании Эл Смит, губернатор Нью-Йорка был выдвинут в президенты, а сенатор из Арканзаса Джозеф Робинсон — в вице-президенты.

### Кампания
Кампания 1928 года отличалась активным использованием таких нововведений как реклама по радио и короткие пропагандистские документальные ролики. В определённом смысле эти выборы положили начало широкомасштабному использованию аудиовизуальной технологий, что характерно для современных предвыборных кампаний.
Смит был католиком, и многие считали, что он будет выполняять приказы папы. Он также выступал против популярных сухого закона и Ку-Клукс-Клана. На юге противники Гувера распространяли слухи о том, что он поддерживает расширение прав афроамериканцев.

### Результаты
Герберт Гувер одержал оглушительную победу над демократическим претендентом Альфредом Смитом.
| Кандидат         | Партия                  | Избиратели | Избиратели | Выборщики |
| Кандидат         | Партия                  | Количество | %          | Выборщики |
| ---------------- | ----------------------- | ---------- | ---------- | --------- |
| Герберт Гувер    | Республиканская партия  | 21 427 123 | 58,21 %    | 444       |
| Альфред Смит     | Демократическая партия  | 15 015 464 | 40,80 %    | 87        |
| Норман Томас     | Социалистическая партия | 267 478    | 0,73 %     | 0         |
| Уильям З. Фостер | Коммунистическая партия | 48 551     | 0,13 %     | 0         |
| другие           | -                       | 48 396     | 0,13 %     | 0         |
| Всего            | Всего                   | 36 807 012 | 100 %      | 531       |